# 三氟甲醇
三氟甲醇（Trifluoromethanol）是具有化学式CF
3OH的有机化合物。  也被称为全氟甲醇，是最简单的全氟醇，该物质是无色气体，在室温下不稳定。

## 合成
与所有全氟伯醇和全氟仲醇一样，三氟甲醇在吸热反应中消耗氟化氢 并形成了碳酰氟 。 
CF
3OH ⇌ COF
2 + HF (I)
在约-120 °C的温度范围内，可由三氟甲氧基氯和氯化氢制备 ： 
CF
3OCl + HCl → CF
3OH + Cl
2 (II)
在该反应中，三氟甲氧基氯中部分带正电的氯原子与氯化氢中部分带负电的氯原子的再结合为单质氯。可以通过在-110℃蒸馏除去不需要的副产物氯以及氯化氢和三氟氯甲烷。三氟甲醇的熔点为-82°C，计算得到的沸点约-20℃。因此沸点比甲醇低约85K。 这一事实可以通过不存在分子内H-F键来解释，其在红外气体相谱中也不能发现。 
合成使用反应（I）更简单；在较低温度下，平衡可以转移到热力学上更优的三氟甲醇。如果将合成的三氟甲醇通过超强酸，例如HSbF
6（ 氟锑酸 ）平衡可以进一步向左移向所需产物。 
与反应（I）类似，三氟甲氧基（ CF
3O−
 ）可以由盐水型氟化物（例如NaF ）和碳酰氟制备。 但是，如果CF
3O−
 离子在被酸取代的水溶液中，三氟甲醇会在室温下分解。 

## 在大气层上层生成
虽然三氟乙醇在正常条件下不稳定，但它可在平流层中由CF−
3 和CFCF
3O−
 自由基与OF+
和F−
自由基反应生成。在这种情况下，由于反应的活化能很高，在大气中普遍存在的条件下，三氟乙醇的分解作用可以忽略不计。三氟乙醇的预期寿命为数百万年，高度低于40公里。

## 请参见
- 三氟乙醇